# 神奈川県立金沢支援学校
神奈川県立金沢支援学校（かながわけんりつ かなざわしえんがっこう）は、神奈川県横浜市金沢区に所在する特別支援学校である。肢体不自由教育部門と知的障害教育部門を併置し、小学部・中学部・高等部を設置する。神奈川県立横浜氷取沢高等学校内に分教室を設置している。

## 概要
- スクールバスを7コース運行している[1]。
- 横浜市立並木第一小学校や金沢総合高校と学校間交流を実施している[2][3]。

## 沿革
- 平成18年（2006年）4月1日 - 旧横浜市立並木第三小学校跡校舎を使用して、神奈川県立鎌倉養護学校並木分教室を開設。高等部（知的障害教育部門）の分教室として設置[4]。
- 平成19年（2007年）1月1日 - 神奈川県条例により神奈川県立金沢養護学校設置。初代校長に名取宗彦が着任。
  - 4月1日 - 旧横浜市立並木第三小学校跡校舎を仮校舎として、知的障害教育部門のみで金沢養護学校開校。
  - 4月5日 - 開校式、第一回入学式挙行。地域保護者からの強い要望を受け、横浜市の協力のもと、元並木第三小学校の施設を発展利用し、予定を1年前倒しして開校。
- 平成20年（2008年）4月1日 - 現在地（横浜市金沢区富岡東2-6-1）に移転。新校舎完成に伴い、肢体不自由教育部門を開設し、知的障害教育部門と併置。小学部・中学部・高等部を有する特別支援学校として本格開校。
  - 6月4日 - 開校・校舎落成記念式典挙行。
- 平成21年（2009年）3月19日 - 第一回高等部卒業式挙行。
- 平成23年（2011年）1月26日 - 公開授業・研究発表会「金沢のキャリア教育」（指定研究）開催。
  - 4月1日 - 神奈川県立氷取沢高等学校に分教室を開設。児童生徒数増加に対応し、県立氷取沢高校内に高等部（知的障害教育部門）の分教室を設置。
- 平成24年（2012年）11月22日 - 創立五周年記念式典挙行。
- 平成29年（2017年）11月17日 - 創立十周年記念式典挙行。
- 令和2年（2020年）4月1日 - 氷取沢分教室を横浜氷取沢分教室に改称。
- 令和5年（2023年）4月1日 - 学校名を「神奈川県立金沢支援学校」に改称。

## 児童・生徒数
- 334名（2025年度）[5]

## 歴代校長一覧
| 代   | 氏名     | 着任年月日   |
| ---- | -------- | ------------ |
| 初代 | 名取宗彦 | 2007年1月1日 |
| 2代  | 服部潤子 | 2011年4月1日 |
| 3代  | 桐山直人 | 2015年4月1日 |
| 4代  | 鈴木英資 | 2019年4月1日 |
| 5代  | 福田裕志 | 2021年4月1日 |
| 6代  | 伊藤美加 | 2023年4月1日 |
| 7代  | 柏木雅彦 | 2025年4月1日 |

## 施設概要
- 構造・規模：鉄筋コンクリート造一部鉄骨造・地上2階[6]
- 建築面積：6,275.58平方メートル
- 延床面積：9,655.85平方メートル
- 工期：平成18年（2006年）10月11日から平成20年（2008年）2月29日
- 工事費総額：2,849,794千円
- 設計監理：株式会社横浜建築研究所
- 施工	
  - 建築：松尾・伊勝特定建設工事共同企業体
  - 電気：清進・神電設備特定建設工事共同企業体
  - 衛生：司・大橋特定建設工事共同企業体
  - 空調：勝栄・川合・神奈川山菱特定建設工事共同企業体
  - 昇降機：横浜エレベーター株式会社
  - 外構：住環システムサービス株式会社
  - 緑化：株式会社春峰園

## 所在地
本校
〒236-0051　神奈川県横浜市金沢区富岡東2-6-1
分教室
〒235-0043　神奈川県横浜市磯子区氷取沢町938番地の2（神奈川県立横浜氷取沢高等学校内）

## アクセス
- 金沢シーサイドライン「鳥浜駅」より徒歩8分